# Comisario Ricciardi
El Comisario Ricciardi es el protagonista de una serie de novelas y relatos de ficción escritos por Maurizio De Giovanni y ambientados en la Nápoles de los años 1930.

## Biografía ficticia
El comisario de policía Luigi Alfredo Ricciardi es un hombre de poco más de treinta años, de nariz recta, ojos verdes y pelo negro, con un mechón que siempre le cae de la frente.
Nace el 1 de junio de 1900 en Cilento, un área montañosa de la región Campania, en el Sur de Italia. Procedente de la familia nobiliar de los Barones de Malomonte, tras la muerte de sus padres se muda con su niñera Rosa Vaglio a Nápoles, donde se gradua en derecho y entra a formar parte de la unidad móvil de la policía local.
En sus investigaciones le ayudan el inseparable sargento Raffaele Maione, el racional y antifascista forense Bruno Modo y el informante travesti Nenita.
Ricciardi posee un don que él llama simplemente "el Asunto", o sea la capacidad de percibir las últimas palabras y sensaciones de las víctimas de muerte violenta, cuyos fantasmas ve en el lugar del fallecimiento de manera cada vez más evanescente. Se dio cuenta de que poseía este don de pequeño, cuando encontró el cadáver de un campesino en las viñas de su familia. Debido a eso, vive en un estado de continua tristeza, rodeado de imágenes de cuerpos desgarrados y del dolor de las últimas invocaciones de ayuda.
Ya que es rico e íntegro, no tiene interés en hacer carrera en la policía y por eso está mal visto por sus superiores como el subjefe Angelo Garzo, que a menudo se llevan todo el mérito de los éxitos de Ricciardi y, al mismo tiempo, no soportan su falta de consideración por las familias burguesas y nobiliarias de la ciudad durante sus investigaciones. Al revés, debido a su habilidad casi diabólica para resolver casos complicados, sus colegas y subordinados lo evitan, a excepción de Maione y del Dr. Modo.
Por culpa de "el Asunto" su vida amorosa está vacía. Está enamorado de Enrica Colombo, una tímida chica que vive en la casa enfrente, con la que se limita solo a intercambiar miradas a través de la ventana. Además, es cortejado por una ex-cantante de ópera, la rica y hermosa Livia Vezzi, viuda de un famoso tenor.
Es una criatura de hábitos: almuerza con una pizza o una sfogliatella en el Caffè Gambrinus de la Plaza del Plebiscito y cena con la comida preparada por Rosa (y, tras su muerte, por la sobrina de ella, Nelide).

## Obra

### Novelas y relatos
1. 2006 - Le lacrime del pagliaccio, Graus Editore (reeditado en 2007 por Fandango col título Il senso del dolore. L'inverno del commissario Ricciardi), en castellano El invierno del comisario Ricciardi, trad. Celia Filipetto, Lumen, 2011.
2. 2008 - La condanna del sangue. La primavera del commissario Ricciardi, Fandango; en castellano La primavera del comisario Ricciardi, trad. Celia Filipetto, Lumen, 2012.
3. 2009 - Il posto di ognuno. L'estate del commissario Ricciardi, Fandango; en castellano El verano del comisario Ricciardi, trad. Celia Filipetto, Lumen, 2013.
4. 2010 - Il giorno dei morti. L'autunno del commissario Ricciardi, Fandango; en castellano El otoño del comisario Ricciardi, trad. Celia Filipetto, Lumen, 2013.
5. 2011 - Per mano mia. Il Natale del commissario Ricciardi, Einaudi; en castellano Con mis propias manos, trad. Celia Filipetto, Lumen, 2014.
6. 2012 - L'omicidio Carosino. Le prime indagini del commissario Ricciardi,[2] Cento Autori
7. 2012 - Vipera. Nessuna resurrezione per il commissario Ricciardi,[3] Einaudi, en castellano Y todo a media luz, trad. Celia Filipetto, Lumen, 2015.
8. 2014 - Febbre (relato en la antología Giochi criminali,[4] Einaudi)
9. 2014 - In fondo al tuo cuore. Inferno per il commissario Ricciardi,[5] Einaudi
10. 2015 - Anime di vetro. Falene per il commissario Ricciardi, Einaudi
11. 2016 - Serenata senza nome. Notturno per il commissario Ricciardi, Einaudi
12. 2017 - Rondini d'inverno. Sipario per il commissario Ricciardi, Einaudi
13. 2017 - L'ultimo passo di tango. Tutti i racconti, Rizzoli Libri.
14. 2018 - Il purgatorio dell'angelo. Confessioni per il commissario Ricciardi, Einaudi.
15. 2019 - Il pianto dell'alba. Ultima ombra per il commissario Ricciardi, Einaudi.
16. 2022 - Caminito. Un aprile del commissario Ricciardi, Einaudi.

### Adaptación a serie de televisión
El 25 de enero de 2021 se estrenó la homónima serie de televisión en Rai 1, producida por Rai Fiction y Clemart. La serie es dirigida por Alessandro D'Alatri (1.ª temporada) y Gianpaolo Tescari (2.ª temporada), y escrita por Maurizio de Giovanni, Salvatore Basile, Viola Rispoli y Doriana Leondeff. Ricciardi es interpretado por el actor Lino Guanciale.

### Adaptaciones a historieta
- Mammarella, Cagliostro E-Press, 2010. Guion de Alessandro Di Virgilio, dibujos de Claudio Valenti.[7]
- I Vivi e i Morti, Ed. Star Comics, 2015. Guion de Alessandro Di Virgilio, dibujos de Emanuele Gizzi.[8]
- Le stagioni del Commissario Ricciardi. Il senso del dolore, Sergio Bonelli Editore, 2017, ISBN 978-88-6961-197-1. Guion de Claudio Falco, dibujos de Daniele Bigliardo. Serie Romanzi a Fumetti
- Le stagioni del Commissario Ricciardi. La condanna del sangue, Sergio Bonelli Editore, 2018, ISBN 978-88-6961-261-9. Guion de Sergio Brancato, dibujos de Lucilla Stellato. Serie Romanzi a Fumetti.
- Le stagioni del Commissario Ricciardi. Il posto di ognuno, Sergio Bonelli Editore, 2018, ISBN 978-88-6961-303-6. Guion de Paolo Terracciano, dibujos de Alessandro Nespolino. Serie Romanzi a Fumetti.
- Le stagioni del Commissario Ricciardi. Il giorno dei morti, Sergio Bonelli Editore, 2018, ISBN 978-88-6961-315-9. Guion de Sergio Brancato, Claudio Falco y Paolo Terracciano, dibujos de Luigi Siniscalchi. Serie Romanzi a Fumetti.
- Il commissario Ricciardi. Dieci centesimi e altre storie, Sergio Bonelli Editore, 2019, ISBN 978-88-6961-403-3. Guiones de Sergio Brancato, Claudio Falco y Paolo Terracciano, dibujos de Daniele Bigliardo, Alessandro Nespolino, Luigi Siniscalchi y Lucilla Stellato.
- Il commissario Ricciardi. Quando si dice il destino e altre storie, Sergio Bonelli Editore, 2019, ISBN 978-88-6961-440-8. Guiones de Sergio Brancato, Claudio Falco y Paolo Terracciano, dibujos de Daniele Bigliardo, Alessandro Nespolino, Luigi Siniscalchi y Lucilla Stellato.[9]

En España, los álbumes de Sergio Bonelli Editore son publicados en español por la Editorial Panini.